# 1183 dans les croisades
Cette page regroupe les évènements concernant les Croisades qui sont survenus en 1183 :
- hiver : Renaud de Châtillon organise une expédition en vue de piller La Mecque[1].
- 23 mars : Baudouin IV le lépreux retire la régence à Guy de Lusignan pour la donner à Raymond III de Tripoli et désigne son neveu Baudouinet pour lui succéder[2].
- 11 juin : Saladin, s'empare d'Alep[3].
- 24 septembre : Assassinat de l'empereur Alexis II Comnène par son cousin Andronic Ier Comnène qui lui succède[4].
- 19 novembre : Onfroy IV de Toron épouse à Kérak Isabelle de Jérusalem[2].
- 20 novembre : Saladin assiège Renaud de Châtillon à Kérak mais Baudouin intervient pour obliger Saladin à lever le siège (le 22)[2].